# Бир Курсел
Бир Курсел (фр. Buire-Courcelles) насеље је и општина у североисточној Француској у региону Пикардија, у департману Сома која припада префектури Перон.
По подацима из 2011. године у општини је живело 244 становника, а густина насељености је износила 31,44 становника/km². Општина се простире на површини од 7,76 km². Налази се на средњој надморској висини од 50 метара (максималној 133 m, а минималној 56 m).

## Демографија
| 1962. | 1968. | 1975. | 1982. | 1990. | 1999. | 2011. |
| ----- | ----- | ----- | ----- | ----- | ----- | ----- |
| 286   | 302   | 316   | 291   | 283   | 284   | 244   |

График промене броја становника у току последњих година